# Liste der Nummer-eins-Hits in Irland (2001)
Dies ist eine Liste der Nummer-eins-Hits in Irland im Jahr 2001. Sie basiert auf den offiziellen Singlecharts in Irland, die im Auftrag der Irish Recorded Music Association (IRMA) erstellt werden. Es gab in diesem Jahr 22 Nummer-eins-Singles.

## Singles
| ← 2000 ← | Liste der Nummer-eins-Hits in Irland | Liste der Nummer-eins-Hits in Irland     | Liste der Nummer-eins-Hits in Irland | 2002 →                    |
| \| Zeitraum \| Wo. ges. \| Interpret \| Titel Autor(en) \| Zusätzliche Informationen \| \| (Zeitraum, Wochen auf Platz eins, Interpret, Titel, Autor[en], zusätzliche Informationen) \| \| \| \| \| \| ----------------------------------------------------------------------------------------- \| -------- \| ---------------------------------------- \| -------------------------------------------------------------------------------------------------------------------------------------------------------------------------------------------------------------------------------------- \| ------------------------- \| \| 7. Dezember 2000 – 17. Januar 2001 6 Wochen \| 6 \| Eminem feat. Dido \| Stan Dido Armstrong, Paul Philip Herman, Marshall Mathers \| – \| \| 18. Januar 2001 – 31. Januar 2001 2 Wochen \| 2 \| Rui da Silva feat. Cassandra \| Touch Me Rui Jorge Silva, Cassandra Fox, Gary James Kemp \| – \| \| 1. Februar 2001 – 7. Februar 2001 1 Woche \| 1 \| U2 \| Stuck in a Moment You Can’t Get out Of Paul David Hewson, David Evans, Larry Mullen, Adam Clayton \| – \| \| 8. Februar 2001 – 14. Februar 2001 1 Woche \| 1 \| Limp Bizkit \| Rollin’ (Air Raid Vehicle) Reggie Noble, Clifford M. Smith, Fred Durst, Earl Simmons, Kasseem Daoud Dean \| – \| \| 15. Februar 2001 – 21. Februar 2001 1 Woche \| 1 \| Atomic Kitten \| Whole Again George Andrew McCluskey, Stuart Kershaw, Bill Padley, Jeremy Peter Godfrey \| – \| \| 22. Februar 2001 – 28. Februar 2001 1 Woche \| 1 \| Samantha Mumba \| Always Come Back to Your Love Hallgeir Rustan, Mikkel Storleer Eriksen, Tor Erik Hermansen \| – \| \| 1. März 2001 – 7. März 2001 1 Woche \| 1 \| Shaggy feat. Ricardo „RikRok“ Ducent \| It Wasn’t Me Orville Burrell, Rickardo George Ducent, Shaun Pizzonia, Brian Derek Thompson; Musik zusätzlich: Dee Allen, Harold Ray Brown I, Bebee Dickerson, Le Roy Lonnie Jordan, Charles William Miller, Lee Oskar, Howard E. Scott \| – \| \| 8. März 2001 – 18. April 2001 6 Wochen \| 6 \| Westlife \| Uptown Girl Billy Joel \| – \| \| 19. April 2001 – 25. April 2001 1 Woche \| 1 \| Destiny’s Child \| Survivor Stevie Nicks, Beyoncé Gisselle Knowles, Robert D. Fusari, Falonte D. Moore \| – \| \| 26. April 2001 – 2. Mai 2001 1 Woche \| 1 \| S Club 7 \| Don’t Stop Movin’ Rachel Lauren Stevens, Hannah Louise Spearritt, Bradley John McIntosh, Jonathan Henry Lee, Paul Gerald Cattermole, Joanne Valda O’Meara, Tina Ann Barrett, Simon Peter Ellis, Sheppard J. Solomon \| – \| \| 3. Mai 2001 – 30. Mai 2001 4 Wochen \| 4 \| Geri Halliwell \| It’s Raining Men Paul F. Jabara, Paul A. W. Shaffer \| – \| \| 31. Mai 2001 – 27. Juni 2001 4 Wochen \| 4 \| Shaggy feat. Rayvon \| Angel Steven Haworth Miller, Eddie Curtis, Ahmet Ertegun, Chip Taylor \| – \| \| 28. Juni 2001 – 18. Juli 2001 3 Wochen \| 3 \| Christina Aguilera, Mýa, Lil’ Kim & Pink \| Lady Marmalade Bob Crewe, Kenny Nolan \| – \| \| 19. Juli 2001 – 25. Juli 2001 1 Woche \| 1 \| U2 \| Elevation Paul David Hewson, David Evans, Larry Mullen, Adam Clayton \| – \| \| 26. Juli 2001 – 5. September 2001 6 Wochen \| 6 \| DJ Ötzi \| Hey Baby (Uhh, Ahh) Margaret Cobb, Bruce Channel \| – \| \| 6. September 2001 – 12. September 2001 1 Woche \| 1 \| Eve feat. Gwen Stefani \| Let Me Blow Ya Mind Eve Jihan Jeffers, Andre Romell Young, Michael A. Elizondo Jr., Scott Spencer Storch \| – \| \| 13. September 2001 – 19. September 2001 1 Woche \| 1 \| Uncle Kracker \| Follow Me Matthew L. Shafer, Michael Bradford \| – \| \| 20. September 2001 – 17. Oktober 2001 4 Wochen \| 4 \| Kylie Minogue \| Can’t Get You Out of My Head Cathy Dennis, Robert Berkeley Davis \| – \| \| 18. Oktober 2001 – 7. November 2001 3 Wochen \| 3 \| Afroman \| Because I Got High Joseph Foreman \| – \| \| 8. November 2001 – 21. November 2001 2 Wochen \| 2 \| Westlife \| Queen of My Heart Steven McCutcheon, Wayne Anthony Hector, Stephen Paul Robson, John Ignatius McLaughlin \| – \| \| 22. November 2001 – 5. Dezember 2001 2 Wochen \| 2 \| Dustin \| Sweet Caroline Neil Diamond \| – \| \| 6. Dezember 2001 – 23. Januar 2002 7 Wochen \| 7 \| Kate Winslet \| What If Wayne Anthony Hector, Steven McCutcheon \| – \| |                                      |                                          | |                           |
| ← 2000 |                                      |                                          | | → 2002 →                  |
| Zeitraum | Wo. ges.                             | Interpret                                | Titel Autor(en) | Zusätzliche Informationen |
| (Zeitraum, Wochen auf Platz eins, Interpret, Titel, Autor[en], zusätzliche Informationen) |                                      |                                          | |                           |
| 7. Dezember 2000 – 17. Januar 2001 6 Wochen | 6                                    | Eminem feat. Dido                        | Stan Dido Armstrong, Paul Philip Herman, Marshall Mathers | –                         |
| 18. Januar 2001 – 31. Januar 2001 2 Wochen | 2                                    | Rui da Silva feat. Cassandra             | Touch Me Rui Jorge Silva, Cassandra Fox, Gary James Kemp | –                         |
| 1. Februar 2001 – 7. Februar 2001 1 Woche | 1                                    | U2                                       | Stuck in a Moment You Can’t Get out Of Paul David Hewson, David Evans, Larry Mullen, Adam Clayton | –                         |
| 8. Februar 2001 – 14. Februar 2001 1 Woche | 1                                    | Limp Bizkit                              | Rollin’ (Air Raid Vehicle) Reggie Noble, Clifford M. Smith, Fred Durst, Earl Simmons, Kasseem Daoud Dean | –                         |
| 15. Februar 2001 – 21. Februar 2001 1 Woche | 1                                    | Atomic Kitten                            | Whole Again George Andrew McCluskey, Stuart Kershaw, Bill Padley, Jeremy Peter Godfrey | –                         |
| 22. Februar 2001 – 28. Februar 2001 1 Woche | 1                                    | Samantha Mumba                           | Always Come Back to Your Love Hallgeir Rustan, Mikkel Storleer Eriksen, Tor Erik Hermansen | –                         |
| 1. März 2001 – 7. März 2001 1 Woche | 1                                    | Shaggy feat. Ricardo „RikRok“ Ducent     | It Wasn’t Me Orville Burrell, Rickardo George Ducent, Shaun Pizzonia, Brian Derek Thompson; Musik zusätzlich: Dee Allen, Harold Ray Brown I, Bebee Dickerson, Le Roy Lonnie Jordan, Charles William Miller, Lee Oskar, Howard E. Scott | –                         |
| 8. März 2001 – 18. April 2001 6 Wochen | 6                                    | Westlife                                 | Uptown Girl Billy Joel | –                         |
| 19. April 2001 – 25. April 2001 1 Woche | 1                                    | Destiny’s Child                          | Survivor Stevie Nicks, Beyoncé Gisselle Knowles, Robert D. Fusari, Falonte D. Moore | –                         |
| 26. April 2001 – 2. Mai 2001 1 Woche | 1                                    | S Club 7                                 | Don’t Stop Movin’ Rachel Lauren Stevens, Hannah Louise Spearritt, Bradley John McIntosh, Jonathan Henry Lee, Paul Gerald Cattermole, Joanne Valda O’Meara, Tina Ann Barrett, Simon Peter Ellis, Sheppard J. Solomon                    | –                         |
| 3. Mai 2001 – 30. Mai 2001 4 Wochen | 4                                    | Geri Halliwell                           | It’s Raining Men Paul F. Jabara, Paul A. W. Shaffer | –                         |
| 31. Mai 2001 – 27. Juni 2001 4 Wochen | 4                                    | Shaggy feat. Rayvon                      | Angel Steven Haworth Miller, Eddie Curtis, Ahmet Ertegun, Chip Taylor | –                         |
| 28. Juni 2001 – 18. Juli 2001 3 Wochen | 3                                    | Christina Aguilera, Mýa, Lil’ Kim & Pink | Lady Marmalade Bob Crewe, Kenny Nolan | –                         |
| 19. Juli 2001 – 25. Juli 2001 1 Woche | 1                                    | U2                                       | Elevation Paul David Hewson, David Evans, Larry Mullen, Adam Clayton | –                         |
| 26. Juli 2001 – 5. September 2001 6 Wochen | 6                                    | DJ Ötzi                                  | Hey Baby (Uhh, Ahh) Margaret Cobb, Bruce Channel | –                         |
| 6. September 2001 – 12. September 2001 1 Woche | 1                                    | Eve feat. Gwen Stefani                   | Let Me Blow Ya Mind Eve Jihan Jeffers, Andre Romell Young, Michael A. Elizondo Jr., Scott Spencer Storch | –                         |
| 13. September 2001 – 19. September 2001 1 Woche | 1                                    | Uncle Kracker                            | Follow Me Matthew L. Shafer, Michael Bradford | –                         |
| 20. September 2001 – 17. Oktober 2001 4 Wochen | 4                                    | Kylie Minogue                            | Can’t Get You Out of My Head Cathy Dennis, Robert Berkeley Davis | –                         |
| 18. Oktober 2001 – 7. November 2001 3 Wochen | 3                                    | Afroman                                  | Because I Got High Joseph Foreman | –                         |
| 8. November 2001 – 21. November 2001 2 Wochen | 2                                    | Westlife                                 | Queen of My Heart Steven McCutcheon, Wayne Anthony Hector, Stephen Paul Robson, John Ignatius McLaughlin | –                         |
| 22. November 2001 – 5. Dezember 2001 2 Wochen | 2                                    | Dustin                                   | Sweet Caroline Neil Diamond | –                         |
| 6. Dezember 2001 – 23. Januar 2002 7 Wochen | 7                                    | Kate Winslet                             | What If Wayne Anthony Hector, Steven McCutcheon | –                         |

## Alben
| ← 2000 ← | Liste der Nummer-eins-Hits in Irland | Liste der Nummer-eins-Hits in Irland | Liste der Nummer-eins-Hits in Irland              | 2002 →                    |
| \| Zeitraum \| Wo. ges. \| Interpret \| Titel \| Zusätzliche Informationen \| \| (Zeitraum, Wochen auf Platz eins, Interpret, Titel, zusätzliche Informationen) \| \| \| \| \| \| ------------------------------------------------------------------------------ \| -------- \| --------------- \| ------------------------------------------------- \| ------------------------- \| \| 16. November 2000 – 23. Januar 2001 10 Wochen \| 10 \| The Beatles \| 1 \| – \| \| 24. Januar 2001 – 30. Januar 2001 1 Woche \| 1 \| Limp Bizkit \| Chocolate Starfish and the Hot Dog Flavored Water \| – \| \| 31. Januar 2001 – 6. Februar 2001 1 Woche (insgesamt 3) \| 3 \| U2 \| All That You Can’t Leave Behind \| – \| \| 7. Februar 2001 – 21. März 2001 6 Wochen \| 6 \| Dido \| No Angel \| – \| \| 22. März 2001 – 4. April 2001 2 Wochen \| 2 \| Eva Cassidy \| Songbird \| – \| \| 5. April 2001 – 11. April 2001 1 Woche (insgesamt 3) \| 3 \| Billy Joel \| The Ultimate Collection \| – \| \| 12. April 2001 – 18. April 2001 1 Woche \| 1 \| Stereophonics \| Just Enough Education to Perform \| – \| \| 19. April 2001 – 2. Mai 2001 2 Wochen (insgesamt 3) \| 3 \| Billy Joel \| The Ultimate Collection \| – \| \| 3. Mai 2001 – 16. Mai 2001 2 Wochen (insgesamt 8) \| 8 \| Destiny’s Child \| Survivor \| – \| \| 17. Mai 2001 – 30. Mai 2001 2 Wochen \| 2 \| R.E.M. \| Reveal \| – \| \| 31. Mai 2001 – 6. Juni 2001 1 Woche \| 1 \| Christy Moore \| This Is the Day \| – \| \| 7. Juni 2001 – 13. Juni 2001 1 Woche \| 1 \| Radiohead \| Amnesiac \| – \| \| 14. Juni 2001 – 4. Juli 2001 3 Wochen \| 3 \| Travis \| The Invisible Band \| – \| \| 5. Juli 2001 – 15. August 2001 6 Wochen (insgesamt 8) \| 8 \| Destiny’s Child \| Survivor \| – \| \| 16. August 2001 – 29. August 2001 2 Wochen \| 2 \| Prince \| The Very Best of Prince \| – \| \| 30. August 2001 – 12. September 2001 2 Wochen (insgesamt 3) \| 3 \| U2 \| All That You Can’t Leave Behind \| – \| \| 13. September 2001 – 19. September 2001 1 Woche \| 1 \| Staind \| Break the Cycle \| – \| \| 20. September 2001 – 26. September 2001 1 Woche \| 1 \| Spiritualized \| Let It Come Down \| – \| \| 27. September 2001 – 10. Oktober 2001 2 Wochen \| 2 \| Aslan \| Waiting for This Madness to End \| – \| \| 11. Oktober 2001 – 17. Oktober 2001 1 Woche \| 1 \| Kylie Minogue \| Fever \| – \| \| 18. Oktober 2001 – 24. Oktober 2001 1 Woche \| 1 \| Steps \| Gold – The Greatest Hits \| – \| \| 25. Oktober 2001 – 31. Oktober 2001 1 Woche \| 1 \| The Corrs \| The Best of the Corrs \| – \| \| 1. November 2001 – 14. November 2001 2 Wochen \| 2 \| Mary Black \| The Best of Mary Black 1991–2001 \| – \| \| 15. November 2001 – 21. November 2001 1 Woche \| 1 \| Westlife \| World of Our Own \| – \| \| 22. November 2001 – 2. Januar 2002 6 Wochen \| 6 \| Robbie Williams \| Swing When You’re Winning \| – \| |                                      |                                      |                                                   |                           |
| ← 2000 |                                      |                                      |                                                   | → 2002 →                  |
| Zeitraum | Wo. ges.                             | Interpret                            | Titel                                             | Zusätzliche Informationen |
| (Zeitraum, Wochen auf Platz eins, Interpret, Titel, zusätzliche Informationen) |                                      |                                      |                                                   |                           |
| 16. November 2000 – 23. Januar 2001 10 Wochen | 10                                   | The Beatles                          | 1                                                 | –                         |
| 24. Januar 2001 – 30. Januar 2001 1 Woche | 1                                    | Limp Bizkit                          | Chocolate Starfish and the Hot Dog Flavored Water | –                         |
| 31. Januar 2001 – 6. Februar 2001 1 Woche (insgesamt 3) | 3                                    | U2                                   | All That You Can’t Leave Behind                   | –                         |
| 7. Februar 2001 – 21. März 2001 6 Wochen | 6                                    | Dido                                 | No Angel                                          | –                         |
| 22. März 2001 – 4. April 2001 2 Wochen | 2                                    | Eva Cassidy                          | Songbird                                          | –                         |
| 5. April 2001 – 11. April 2001 1 Woche (insgesamt 3) | 3                                    | Billy Joel                           | The Ultimate Collection                           | –                         |
| 12. April 2001 – 18. April 2001 1 Woche | 1                                    | Stereophonics                        | Just Enough Education to Perform                  | –                         |
| 19. April 2001 – 2. Mai 2001 2 Wochen (insgesamt 3) | 3                                    | Billy Joel                           | The Ultimate Collection                           | –                         |
| 3. Mai 2001 – 16. Mai 2001 2 Wochen (insgesamt 8) | 8                                    | Destiny’s Child                      | Survivor                                          | –                         |
| 17. Mai 2001 – 30. Mai 2001 2 Wochen | 2                                    | R.E.M.                               | Reveal                                            | –                         |
| 31. Mai 2001 – 6. Juni 2001 1 Woche | 1                                    | Christy Moore                        | This Is the Day                                   | –                         |
| 7. Juni 2001 – 13. Juni 2001 1 Woche | 1                                    | Radiohead                            | Amnesiac                                          | –                         |
| 14. Juni 2001 – 4. Juli 2001 3 Wochen | 3                                    | Travis                               | The Invisible Band                                | –                         |
| 5. Juli 2001 – 15. August 2001 6 Wochen (insgesamt 8) | 8                                    | Destiny’s Child                      | Survivor                                          | –                         |
| 16. August 2001 – 29. August 2001 2 Wochen | 2                                    | Prince                               | The Very Best of Prince                           | –                         |
| 30. August 2001 – 12. September 2001 2 Wochen (insgesamt 3) | 3                                    | U2                                   | All That You Can’t Leave Behind                   | –                         |
| 13. September 2001 – 19. September 2001 1 Woche | 1                                    | Staind                               | Break the Cycle                                   | –                         |
| 20. September 2001 – 26. September 2001 1 Woche | 1                                    | Spiritualized                        | Let It Come Down                                  | –                         |
| 27. September 2001 – 10. Oktober 2001 2 Wochen | 2                                    | Aslan                                | Waiting for This Madness to End                   | –                         |
| 11. Oktober 2001 – 17. Oktober 2001 1 Woche | 1                                    | Kylie Minogue                        | Fever                                             | –                         |
| 18. Oktober 2001 – 24. Oktober 2001 1 Woche | 1                                    | Steps                                | Gold – The Greatest Hits                          | –                         |
| 25. Oktober 2001 – 31. Oktober 2001 1 Woche | 1                                    | The Corrs                            | The Best of the Corrs                             | –                         |
| 1. November 2001 – 14. November 2001 2 Wochen | 2                                    | Mary Black                           | The Best of Mary Black 1991–2001                  | –                         |
| 15. November 2001 – 21. November 2001 1 Woche | 1                                    | Westlife                             | World of Our Own                                  | –                         |
| 22. November 2001 – 2. Januar 2002 6 Wochen | 6                                    | Robbie Williams                      | Swing When You’re Winning                         | –                         |

## Jahreshitparaden
| ← 2000 ← | Liste der Nummer-eins-Hits in Irland | Liste der Nummer-eins-Hits in Irland                       | Liste der Nummer-eins-Hits in Irland | 2002 →   |
| \| Singles \| Position# \| Alben \| \| --------------------------------------------------------------------------------------------------------------------------------------------------------------------------------------------------------------------------------------------------------------------------- \| --------- \| ---------------------------------------------------------- \| \| Uptown Girl Westlife Billy Joel \| 1 \| Swing When You’re Winning Robbie Williams \| \| It Wasn’t Me Shaggy feat. Ricardo „RikRok“ Ducent Orville Burrell, Rickardo George Ducent, Shaun Pizzonia, Brian Derek Thompson; Musik zusätzlich: Dee Allen, Harold Ray Brown I, Bebee Dickerson, Le Roy Lonnie Jordan, Charles William Miller, Lee Oskar, Howard E. Scott \| 2 \| No Angel Dido \| \| Angel Shaggy feat. Rayvon Steven Haworth Miller, Eddie Curtis, Ahmet Ertegun, Chip Taylor \| 3 \| World of Our Own Westlife \| \| Hey Baby (Uhh, Ahh) DJ Ötzi Margaret Cobb, Bruce Channel \| 4 \| Now That’s What I Call Music 56 (Verschiedene Interpreten) \| \| Teenage Dirtbag Wheatus Brendan Bernard Brown \| 5 \| Survivor Destiny’s Child \| \| It’s Raining Men Geri Halliwell Paul F. Jabara, Paul A. W. Shaffer \| 6 \| All That You Can’t Leave Behind U2 \| \| Can’t Get You Out of My Head Kylie Minogue Cathy Dennis, Robert Berkeley Davis \| 7 \| White Ladder David Gray \| \| Whole Again Atomic Kitten George Andrew McCluskey, Stuart Kershaw, Bill Padley, Jeremy Peter Godfrey \| 8 \| Bridget Jones’s Diary (Soundtrack) \| \| Don’t Stop Movin’ S Club 7 Rachel Lauren Stevens, Hannah Louise Spearritt, Bradley John McIntosh, Jonathan Henry Lee, Paul Gerald Cattermole, Joanne Valda O’Meara, Tina Ann Barrett, Simon Peter Ellis, Sheppard J. Solomon \| 9 \| Just Enough Education to Perform Stereophonics \| \| Lady Marmalade Christina Aguilera, Mýa, Lil’ Kim & Pink Bob Crewe, Kenny Nolan \| 10 \| Dreams Can Come True – Greatest Hits Vol. 1 Gabrielle \| |                                      |                                                            |                                      |          |
| ← 2000 |                                      |                                                            |                                      | → 2002 → |
| Singles | Position#                            | Alben                                                      |                                      |          |
| Uptown Girl Westlife Billy Joel | 1                                    | Swing When You’re Winning Robbie Williams                  |                                      |          |
| It Wasn’t Me Shaggy feat. Ricardo „RikRok“ Ducent Orville Burrell, Rickardo George Ducent, Shaun Pizzonia, Brian Derek Thompson; Musik zusätzlich: Dee Allen, Harold Ray Brown I, Bebee Dickerson, Le Roy Lonnie Jordan, Charles William Miller, Lee Oskar, Howard E. Scott | 2                                    | No Angel Dido                                              |                                      |          |
| Angel Shaggy feat. Rayvon Steven Haworth Miller, Eddie Curtis, Ahmet Ertegun, Chip Taylor | 3                                    | World of Our Own Westlife                                  |                                      |          |
| Hey Baby (Uhh, Ahh) DJ Ötzi Margaret Cobb, Bruce Channel | 4                                    | Now That’s What I Call Music 56 (Verschiedene Interpreten) |                                      |          |
| Teenage Dirtbag Wheatus Brendan Bernard Brown | 5                                    | Survivor Destiny’s Child                                   |                                      |          |
| It’s Raining Men Geri Halliwell Paul F. Jabara, Paul A. W. Shaffer | 6                                    | All That You Can’t Leave Behind U2                         |                                      |          |
| Can’t Get You Out of My Head Kylie Minogue Cathy Dennis, Robert Berkeley Davis | 7                                    | White Ladder David Gray                                    |                                      |          |
| Whole Again Atomic Kitten George Andrew McCluskey, Stuart Kershaw, Bill Padley, Jeremy Peter Godfrey | 8                                    | Bridget Jones’s Diary (Soundtrack)                         |                                      |          |
| Don’t Stop Movin’ S Club 7 Rachel Lauren Stevens, Hannah Louise Spearritt, Bradley John McIntosh, Jonathan Henry Lee, Paul Gerald Cattermole, Joanne Valda O’Meara, Tina Ann Barrett, Simon Peter Ellis, Sheppard J. Solomon | 9                                    | Just Enough Education to Perform Stereophonics             |                                      |          |
| Lady Marmalade Christina Aguilera, Mýa, Lil’ Kim & Pink Bob Crewe, Kenny Nolan | 10                                   | Dreams Can Come True – Greatest Hits Vol. 1 Gabrielle      |                                      |          |